# Donja Bijela
Donja Bijela är ett samhälle i Montenegro. Det ligger i den centrala delen av landet, 50 km norr om huvudstaden Podgorica. Donja Bijela ligger 1 015 meter över havet och antalet invånare är 297.
Terrängen runt Donja Bijela är huvudsakligen kuperad. Donja Bijela ligger nere i en dal. Runt Donja Bijela är det ganska glesbefolkat, med 48 invånare per kvadratkilometer. Närmaste större samhälle är Kuta, 19,2 km söder om Donja Bijela. Trakten runt Donja Bijela består till största delen av jordbruksmark.